# Counter Rotating Ring Receiver Reactor Recuperator
Counter Rotating Ring Receiver Reactor Recuperator är en utrustning för att spjälka koldioxid till kolmonoxid. Av kolmonoxiden är det sedan möjligt att bilda kolkedjor som kan användas som bränsle.